# Черенин, Анатолий Фёдорович
Анатолий Фёдорович Черенин (16 (28) июня 1826, г. Кашин Тверской губ. — 1892, Москва) — российский книгопродавец, издатель журнала «Книжник», теоретик книжного и библиотечного дела.

## Биография
Родился 16 (28) июня 1826 г. в городе Кашин в купеческой семье.
В 1840-х годах вместе с братом Ф. Ф. Черениным впервые в Кашине открыл книжную лавку и библиотеку, а вначале 1850-х годов — в Твери. Выступал комиссионером издателей А. А. Смирдина и В. Е. Генкеля.
В 1860 г. купил книжный магазин и библиотеку в Москве, в разное время открыл пять филиалов, в том числе в Санкт-Петербурге.
18 июня 1867 г. был арестован по делу кружка ишутинцев и выслан в Пензу. Как компрометирующее обстоятельство во время следствия рассматривалось, в частности, использование женского труда в библиотеке.
После возвращения из ссылки, в 1875 году работал приказчиком в своей бывшей библиотеке. В 1881 г. А. И. Мамонтов помог А. Ф. Черенину открыть книжный склад. Сотрудничал с издателями и книгопродавцами М. О. Вольфом, Я. А. Исаковым, Д. Е. Кожанчиковым и др.

## Экономические взгляды
По мнению исследователей, А. Ф. Черенин принадлежал к демократическому лагерю. В своих теоретических статьях, публиковавшихся в журналах «Книжный вестник» и «Книжник», он рассматривал экономические вопросы книгоиздания и книготорговли, в частности, первым в России увязал науку, экономику и книжную торговлю, ввел понятие «частной предприимчивости». Дал развернутую схему состава книжного дела, куда включил деятельность авторскую, издательскую и типографскую, книжную торговлю и устройство библиотек. Каждый участник процесса движения книги от автора к читателю, по Черенину, получает свой доход, они взаимозависимы.

## Библиотека в Москве
В январе 1860 г. на Никольской улице в Москве открыл частную библиотеку, позднее переехавшую в дом Торлецкого на углу улиц Рождественки и Софийки. Там же располагался книжный магазин Черенина. В летний период открывалось отделение на даче Пуаре на Петровско-Разумовском шоссе.
Фонд библиотеки составлял при открытии 1600 наименований книг и 5500 томов, включая разделы по богословию, философии и педагогике, политэкономии и правоведению, истории, путешествиям и географии, промышленности и сельскому хозяйству, медицине, естественным наукам, истории и теории словесности, военным наукам, художественную и детскую литературу, журналы.
Количество подписчиков библиотеки возросло со 100 человек в начале 1860 г. до 1000 человек в 1866 г., не считая разовых посетителей кабинета для чтения. Наивысшая стоимость подписки («по первому разряду») составляла 16 рублей в год. Существовала возможность оформить абонемент для читателей из других городов. Сведения о новых поступлениях отражались в каталоге, «Библиографическом листке» и журнале «Книжник», который подписчикам библиотеки высылался бесплатно. Новшеством было то, что сотрудницами библиотеки были женщины, которых Черенин считал добросовестнее мужчин.
18 июня 1867 г., в связи с арестом А. Ф. Черенина, книжный магазин и библиотека были закрыты, позже они перешли в руки двоюродного брата — М. М. Черенину, в 1871 г. проданы Л. П. Зубчениновой, в середине 90-х годов XIX в. принадлежали Е. И. Владимировой.